# Thelypteris tomentosa
Thelypteris tomentosa är en kärrbräkenväxtart som först beskrevs av Thou., och fick sitt nu gällande namn av Ren-Chang Ching. Thelypteris tomentosa ingår i släktet Thelypteris och familjen Thelypteridaceae. Inga underarter finns listade.